# Aguilar de Bureba
Pour les articles homonymes, voir Aguilar.
Aguilar de Bureba est une commune d'Espagne dans la communauté autonome de Castille-et-León, province de Burgos. Elle s'étend sur 9,45 km2 et comptait environ 63 habitants en 2011.